# Iván Martínez (ciclista)
Ivan Martínez Jiménez, nacido el 8 de septiembre de 1985 en Letur, es un ciclista profesional español que milita en las filas del conjunto amateur Super Froiz. Ha destacado sobre todo en el campo amateur donde ha logrado victorias como el Memorial Manuel Sanroma, dos veces el Trofeo Ayuntamiento de Zamora, dos veces el Trofeo Iberdrola, la Vuelta a Zamora, dos veces la Vuelta a Ávila, la Vuelta a Tenerife. o la Vuelta a Salamanca. Además ha conseguido etapas en la Vuelta a Lérida o la Vuelta a Castellón. Estos resultados le llevaron a debutar como profesional en distintos equipos de categoría continental.

## Palmarés
Aún no ha logrado ninguna victoria como profesional